# أركيوس
بلدية أركيوس (بالإسبانية: Arquillos) هي بلدية تقع في مقاطعة خاين التابعة لمنطقة أندلوسيا جنوب إسبانيا.

## الديموغرافيا
بلغ عدد سكان بلدية أركيوس 1.967 نسمة عام 2011 (وفقاً للمعهد الوطني للإحصاء الإسباني).
| 1.900 | 1.936 | 1.926 | 1.981 | 1.966 | 1.952 | 1.967 |